# 2:30-Stunden-Rennen von Estoril 1977

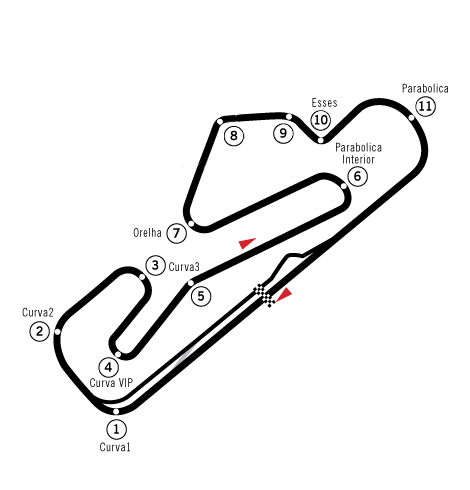
Estoril Streckenlayout (1972–1993)

Das 2:30-Stunden-Rennen von Estoril 1977, auch Prémio International da Costa do Sol, Estoril, fand am 10. Juli auf dem Circuito do Estoril statt und war der zehnte Wertungslauf der Sportwagen-Weltmeisterschaft dieses Jahres.

## Das Rennen
Im Juli 1977 fand zum ersten Mal in der Geschichte der Sportwagen-Weltmeisterschaft ein Wertungslauf in Portugal statt. Obwohl nur neun Fahrzeuge gemeldet waren, kamen am Renntag 50000 Zuschauer an die Strecke. Zu sehen bekamen sie die Überlegenheit der Werks-Alfa Romeo T33/SC/12, die einen Dreifachsieg feierten. Arturo Merzario gewann vor Vittorio Brambilla. Bis zum letzten Tankstopp durften die beiden Italiener frei fahren, dann wurde die Reihenfolge von der Teamleitung festgelegt. Am Rennende fuhren alle drei Alfa Romeo – den dritten Wagen steuerten Giorgio Francia und Spartaco Dini mit drei Runden Rückstand – zugleich über die Ziellinie. Der Vorsprung von Merzario auf Brambilla betrug dabei nur 1/10-Sekunde.

## Ergebnisse

### Schlussklassement
| 1               | S 3.0 | 1 | Autodelta SpA     | Arturo Merzario               | Alfa Romeo T33/SC/12 | 89 |
| 2               | S 3.0 | 2 | Autodelta SpA     | Vittorio Brambilla            | Alfa Romeo T33/SC/12 | 89 |
| 3               | S 3.0 | 3 | Autodelta SpA     | Giorgio Francia Spartaco Dini | Alfa Romeo T33/SC/12 | 85 |
| 4               | S 2.0 | 8 | Lola Cars         | Chris Craft                   | Lola T296            | 84 |
| 5               | S 2.0 | 7 | Francy Racing     | Eugen Strähl Peter Bernhard   | Sauber C5            | 82 |
| 6               | S 2.0 | 5 | Dorset Racing     | Ian Bracey Tony Birchenhough  | Lola T294S           | 72 |
| Nicht klassiert |       |   |                   |                               |                      |    |
| 7               | S 2.0 | 6 | Dorset Racing     | Martin Birrane Peter Clark    | Lola T294S           | 52 |
| Ausgefallen     |       |   |                   |                               |                      |    |
| 8               | S 2.0 | 9 | Orlando Gonçalves | Orlando Gonçalves             | Bravo BR77           | 10 |
| Nicht gestartet |       |   |                   |                               |                      |    |
| 9               | S 2.0 |   |                   | „Sidio Viana“                 | GRD S73              | 1  |

1 nicht gestartet

### Nur in der Meldeliste
Zu diesem Rennen sind keine weiteren Meldungen bekannt.

### Klassensieger
| Klasse | Fahrer          | Fahrzeug             | Platzierung im Gesamtklassement |
| ------ | --------------- | -------------------- | ------------------------------- |
| S 3.0  | Arturo Merzario | Alfa Romeo T33/SC/12 | Gesamtsieg                      |
| S 2.0  | Chris Craft     | Lola T296            | Rang 4                          |

### Renndaten
- Gemeldet: 9
- Gestartet: 8
- Gewertet: 6
- Rennklassen: 2
- Zuschauer: 50000
- Wetter am Renntag: warm und trocken
- Streckenlänge: 4,350 km
- Fahrzeit des Siegerteams: 2:30:56,680 Stunden
- Gesamtrunden des Siegerteams: 89
- Gesamtdistanz des Siegerteams: 387,150 km
- Siegerschnitt: 153,191 km/h
- Pole Position: Arturo Merzario – Alfa Romeo T33/SC/12 (#1) – 1:38,430 = 159,098 km/h
- Schnellste Rennrunde: Vittorio Brambilla – Alfa Romeo T33/SC/12 (#2) – 1:37,730 = 160,237 km/h
- Rennserie: 10. Lauf zur Sportwagen-Weltmeisterschaft 1977